# Ehretia grahamii
Ehretia grahamii är en strävbladig växtart som beskrevs av B.R. Randell. Ehretia grahamii ingår i släktet Ehretia och familjen strävbladiga växter. Inga underarter finns listade i Catalogue of Life.